# Gary Burghoff
Gary Rich Burghoff (Bristol, Connecticut, 24 de maig de 1943) és un actor nord-americà que és conegut per haver originat el paper de Charlie Brown en el musical de 1967 Off-Broadway You're a Good Man, Charlie Brown, i el caporal Walter Eugene "Radar" O'Reilly a la pel·lícula M*A*S*H, així com a la sèrie de televisió. Va ser habitual en el programa de televisió Match Game del 1974 al 1975 durant 140 episodis, substituint a Charles Nelson Reilly, que era a Nova York fent una obra de Broadway, però va continuar fent aparicions recurrents després.

## Primers anys de vida
Burghoff va néixer a Bristol, Connecticut, es va traslladar a Clinton, Connecticut, i després es va traslladar a Delavan, Wisconsin.
Va estudiar claqué i es va convertir en bateria, tot i néixer amb una braquidactília causada per la síndrome de Polònia, que feia tres dits a la mà esquerra significativament més petits que els de la mà dreta. Va tenir una primera experiència actuant amb els Belfry Players de Williams Bay, Wisconsin. Va rebre la seva formació com a actor a HB Studio a la ciutat de Nova York.

## Carrera
El 1967, Burghoff va interpretar a Charlie Brown a la producció original de Off-Broadway You're a Good Man, Charlie Brown.
Va ser el bateria d’una banda anomenada The Relatives el 1968. Lynda Carter, més tard coneguda actriu, va ser la cantant de la banda. El grup es va estrenar al saló Sahara Hotel and Casino de Las Vegas, Nevada, i hi va tocar durant tres mesos. Ell i Carter van seguir sent amics, i molt més tard van aparèixer junts en un episodi de la exitosa sèrie protagonitzada per ella The New Adventures of Wonder Woman, en l'episodi de 1978 "The Man Who wouldn't Tell".

### M*A*S*H

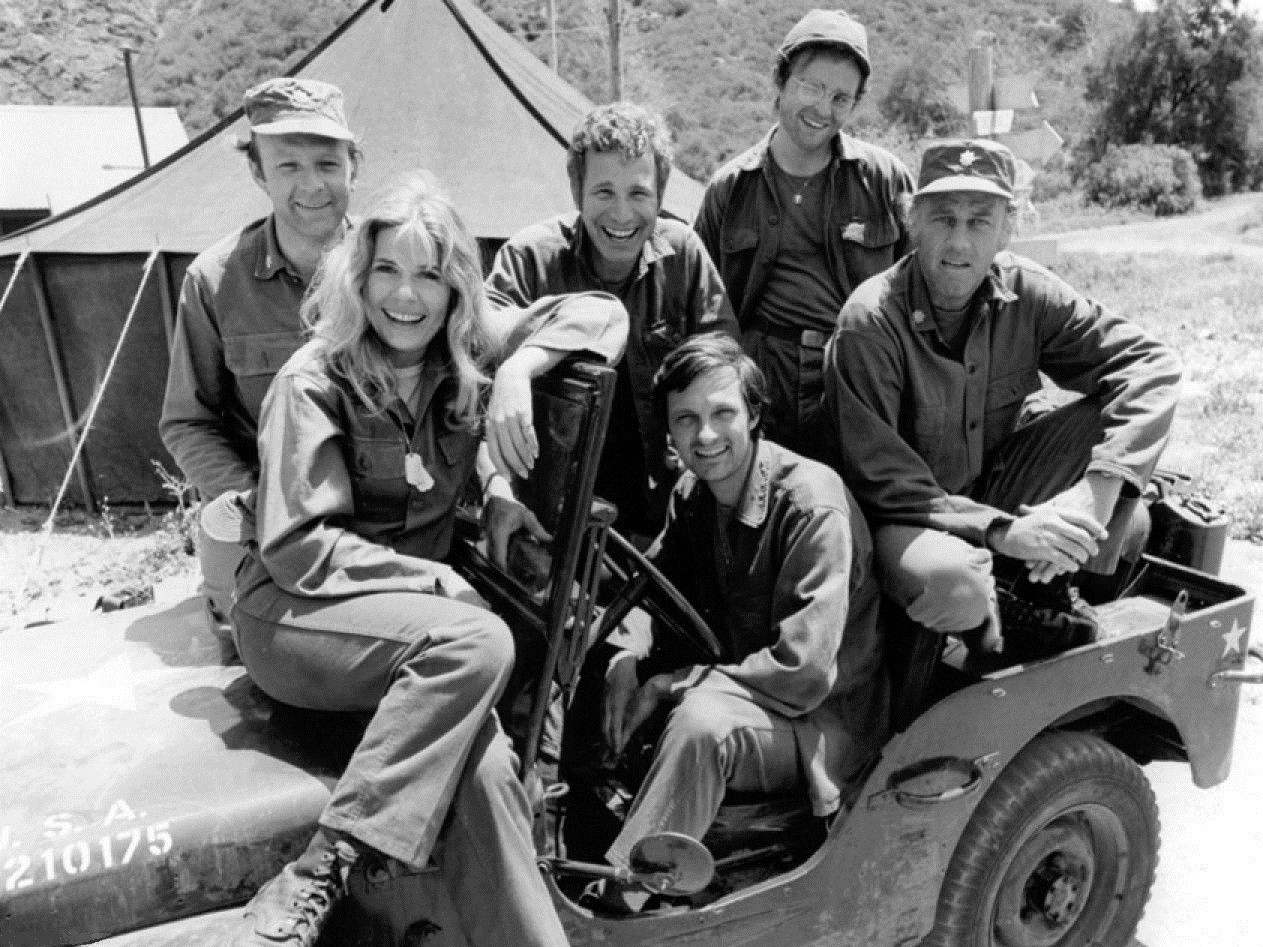
(esquerra a dreta) Larry Linville, Loretta Swit, Wayne Rogers, Alan Alda, Gary Burghoff i McLean Stevenson.

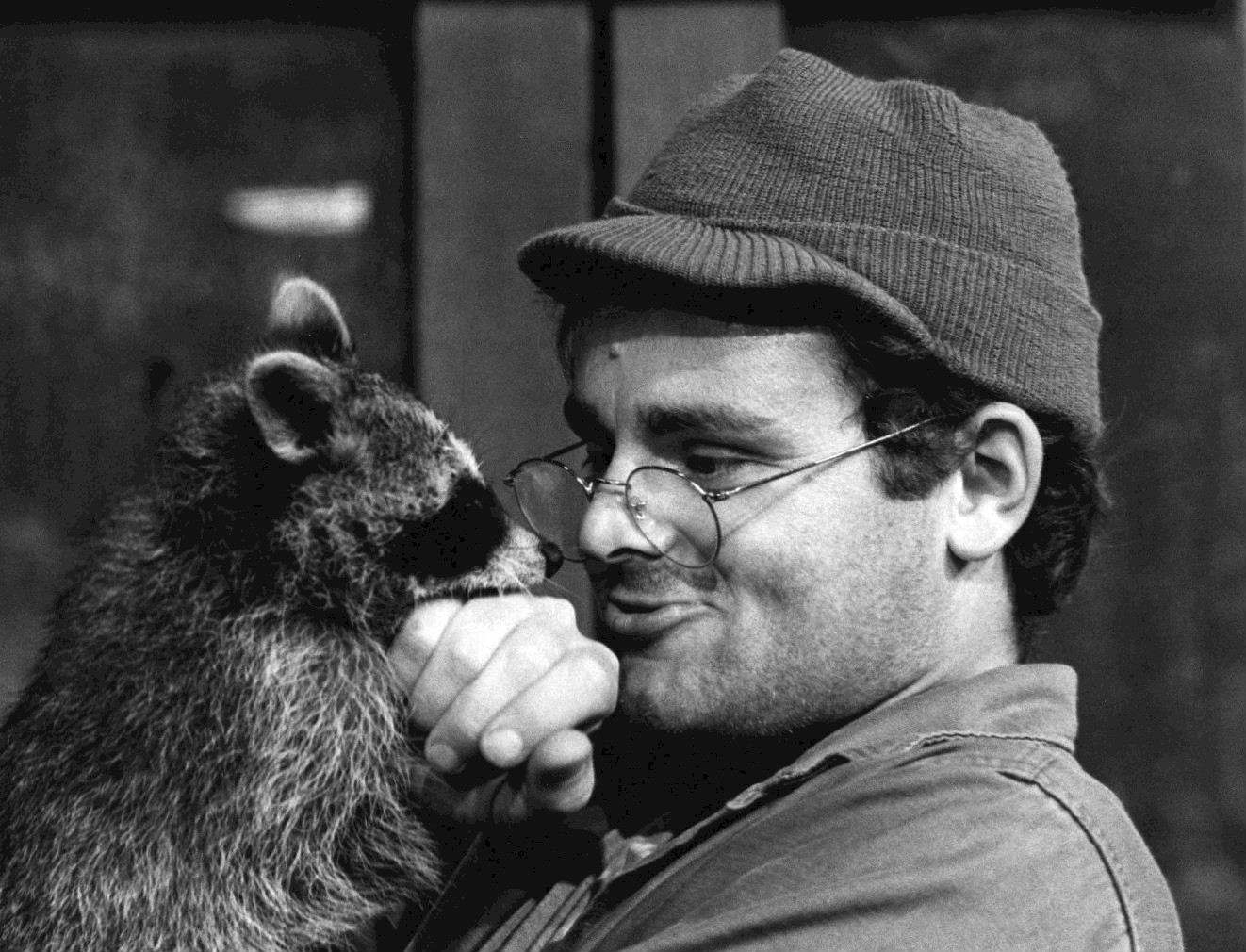
Gary Burghoff caracteritzat com "Radar" O'Reilly el 1974.

Burghoff va debutar en el llargmetratge a M*A*S*H (1970), de Robert Altman. Tot i que diversos actors de la pel·lícula original van fer aparicions a la sèrie de televisió M*A*S*H, Burghoff va ser l'únic actor que va continuar com a habitual, en el paper de "Radar" O'Reilly. Tot i que va interpretar el mateix personatge a la sèrie que a la pel·lícula, Burghoff ha citat diferències en la interpretació: «Al llargmetratge original MASH, vaig crear Radar com un personatge solitari, més fosc i una mica sardònic; amable d’una figura obaga. Vaig continuar aquestes qualitats durant poc temps fins que em vaig adonar que els personatges de la televisió M*A*S*H es desenvolupaven en una direcció diferent a la dels personatges de la pel·lícula. Es va convertir en un grup de metges sofisticats i altament educats (i una infermera principal) que preferirien estar a qualsevol altre lloc i que entenien la naturalesa del "pou de l'infern" en què estaven atrapats. Amb l’ajut de Gelbart, vaig començar a modelar Radar com un personatge més innocent i ingenu en contrast amb els altres personatges, de manera que, mentre els altres podien deplorar la immoralitat i la vergonya de la guerra (des d’un punt de vista intel·lectual i criteri), Radar només pot REACCIONAR des d’una posició d’innocència total».
Burghoff va ser nominat a sis premis Emmy per M*A*S*H en la categoria d’ actor secundari destacat en una sèrie de comèdia i, entre aquestes nominacions, va guanyar un Emmy el 1977. El company estrella de Burghoff, Alan Alda, va acceptar el guardó en nom seu.
Burghoff va deixar M*A*S*H el 1979 després de la setena temporada a causa de l'esgotament professional i del desig de passar més temps amb la seva família, tot i que va tornar l'any següent per filmar un episodi especial de comiat en dues parts, "Goodbye Radar". Va explicar: "La família, per a mi, es va convertir en el més important... No estava disponible com a pare a causa del meu treball. Això no s'aturava quan s'aturava la feina. Sempre que surts en família, sempre estàs apartat de la família per fer front al reconeixement públic". "Goodbye Radar" se suposava que era l'últim episodi de la temporada 7, però a instàncies de CBS, es va ampliar en un doble episodi per als les audiències de novembre de la temporada següent. El seu company de repartiment, Mike Farrell, va intentar convèncer Burghoff perquè continués al programa, citant el deslluiment de les carreres dels ex habituals de M*A*S*H, Larry Linville i McLean Stevenson després de les seves marxes.
Farrell va dir després: "Potser Gary Burghoff ha estat el millor actor de la companyia, sempre m'ho ha semblat. El seu enfocament, la seva capacitat per trobar aquelles petites joies del comportament que feien que tot fos absolutament cert eren una meravella de veure".

### Carrera posterior
Burghoff apareixia regularment a la televisió, fent aparicions en programes de jocs com Match Game, Tattletales, Liar's Club, Hollywood Squares i Showoffs. També va aparèixer a la pel·lícula B.S. I Love You, així com un episodi de The Love Boat i Ellery Queen. El seu personatge M*A*S*H, Radar O'Reilly, va aparèixer en dos episodis de la primera temporada d'AfterMASH. Després va tenir una sèrie derivada, W*A*L*T*E*R, que només es va emetre una vegada a les zones horàries central i oriental.
Als anys vuitanta, Burghoff era el portaveu de TV dels equips BP de gasolina i IBM. El 2000, Burghoff va ser portaveu del lloc de subhastes del lloc PriceRadar.com de l'era de la bombolla puntcom.
Burghoff és un pintor autodidacta de vida salvatge aficionat que també es va qualificar per encarregar-se d'animals silvestres ferits a Califòrnia.
Va treballar com a bateria de jazz professional, dirigint el trio The We Three. A l'episodi M * A * S * H "Showtime", es veu a Radar tocant un solo a la bateria; realment estava actuant i la música no estava superposada. També es pot veure tocant la bateria a l'episodi "Bulletin Board" a l'escena del pícnic.
Burghoff és l'inventor de "Chum Magic", una invenció d'articles de pesca que atrau els peixos cap al vaixell de l'usuari. Altres invents de Burghoff inclouen un mànec d’elevació del seient del vàter i un nou tipus de pal de pesca.
Burghoff és filatelista. El 1993 se li va demanar que ajudés a seleccionar un segell postal per als caçadors dels Estats Units.
Burghoff va deixar el seu retir el 2010 per protagonitzar la pel·lícula Daniel's Lot.

## Vida personal
Burghoff va estar casat amb Janet Gayle del 1971 al 1979. Van tenir una filla, Gena Gale Burghoff, nascuda el juliol de 1975.
El 1985 es va casar amb Elisabeth Bostrom. La parella va tenir dos fills, Jordan i Miles, i es van divorciar el 2005.

## Obres
- Burghoff, G. To M*A*S*H and Back: My Life in Poems and Songs.  Albany: BearManor Media, 2009. ISBN 978-1-59393-343-2.

## Filmografia

### Pel·lícula
| Curs | Títol                           | Paper                  | Notes            |
| ---- | ------------------------------- | ---------------------- | ---------------- |
| 1970 | M*A*S*H                         | Cpl. "Radar" O'Reilly  |                  |
| 1971 | B.S. I Love You                 | Ted                    |                  |
| 1975 | Twigs                           | Clergue                | Pel·lícula de TV |
| 1979 | The Man in the Santa Claus Suit | Bob Willis             | Pel·lícula de TV |
| 1980 | Casino                          | Bill Taylor            | Pel·lícula de TV |
| 1991 | Doubles                         | Arnie                  |                  |
| 1992 | Small Kill                      | Fleck / Lady Esmerelda | També director   |
| 1995 | Behind the Waterfall            | Mr. Connors            |                  |
| 2010 | Daniel's Lot                    | Pastor Mahoney         |                  |

### Televisió
| Curs    | Títol                              | Paper                                | Notes                                                                    |
| ------- | ---------------------------------- | ------------------------------------ | ------------------------------------------------------------------------ |
| 1967    | NET Playhouse                      | Noi                                  | Episodi: "An Evening Journey to Conway Massachusetts"                    |
| 1969    | The Good Guys                      | Mike Butterworth                     | Episodi: "Take a Computer to Lunch"                                      |
| 1970    | The Name of the Game               | Watson                               | Episodi: "Man of the People"                                             |
| 1972–79 | M*A*S*H                            | Cpl. Walter "Radar" O'Reilly         | 174 episodis                                                             |
| 1973    | Love, American Style               | Sydney Melvin Wimple / Wilbur Wright | Episodis: "Love and the Crisis Line", "Love and the Plane Fantasy"       |
| 1974–75 | Insight                            | Milo / Mombo                         | Episodis: "Five Without Faces", "The Incredible Man"                     |
| 1974–75 | Match Game                         | Gary Burghoff                        | Episodis: 330-470 (140 episodis)                                         |
| 1976    | Ellery Queen                       | Gerald Hacker                        | Episodi: "The Adventure of the Disappering Dagger"                       |
| 1977    | The Love Boat                      | Donald M. Flandes                    | Episodi: "The Captain's Captain/Romance Roulette/Hounded (A Dog's Life)" |
| 1978    | America 2-Night                    | Ell mateix                           | Episodi: "Help Every Little Person"                                      |
| 1978    | Fantasy Island                     | Richard C. Delaney                   | Episodi: "Superstar / Salem"                                             |
| 1978    | The New Adventures of Wonder Woman | Alan                                 | Episodi: "The Man Who Wouldn't Tell"                                     |
| 1979    | $weepstake$                        | Roscoe Fuller                        | Episodi #1.6                                                             |
| 1980    | Fantasy Island                     | Gordon Hughes                        | Episodi: "The Love Doctor/Pleasure Palace/Possessed"                     |
| 1981    | The Love Boat                      | Eddie Martin                         | Episodi: "Maid for Each Other/Lost and Found/Then There Were Two"        |
| 1981    | Takes of the Unexpected            | Harry Flock                          | Episodi: "The Best Policy"                                               |
| 1984    | AfterMASH                          | Walter "Radar" O'Reilly              | Episodis: "Yours Truly, Max Klinger", "It Had to Be You"                 |
| 1984    | W*A*L*T*E*R                        | Walter "Radar" O'Reilly              | Episodi: "Pilot"                                                         |
| 1995    | Burke's Law                        | Patrick Noyes                        | Episodi: "Who Killed the Hollywood Headshrinker?"                        |